# 线花天南星
线花天南星（学名：Arisaema matsudae）为天南星科天南星属下的一个种。

## 扩展阅读
- 維基物種上的相關：线花天南星